# Райони Нової Зеландії
Район (округ) у Новій Зеландії — це територіальна територія, що регулюється районною радою як другий рівень місцевої влади в Новій Зеландії, нижче регіональних рад. Вони були сформовані в результаті реформ місцевого самоврядування у 1989 році. У Новій Зеландії існує 53 райони, і вони не включають 13 міських рад (включаючи Раду Окленда) і Раду островів Чатем. Районні ради виконують свої повноваження разом для сільських і міських громад, а міські ради — окремо у великих містах. Три райони (Гісборн, Тасман і Марлборо) є унітарними органами, які також виконують функції регіональної ради.
Райони не є підрозділами регіонів, а деякі з них належать до більш ніж одного регіону. Область Таупо має відмінність від кордонів чотирьох різних регіонів. Межі регіональних рад базуються на водозбірних ареалах, тоді як межі районних рад базуються на інтересах громади та дорожньому доступі. Регіональні ради несуть відповідальність за управління багатьма питаннями навколишнього середовища та громадського транспорту, тоді як районні ради обслуговують місцеві дороги та заповідники, каналізацію, будівництво, землекористування та підрозділи управління ресурсами та інші місцеві питання. Деякі заходи делегуються організаціям, що контролюються радами.

Регіони і райони Нової Зеландії